# Như chưa bắt đầu
Như chưa bắt đầu là album phòng thu thứ ba của ca sĩ Thu Phương được Viết Tân phát hành vào tháng 6 năm 2002. Đây là album tiếp nối thành công từ album thứ hai của cô Chào em ! chào xinh tươi (năm 2000) và cũng là album cuối cùng của Thu Phương tại thị trường âm nhạc Việt Nam. Như chưa bắt đầu đánh dấu bước chuyển mình của Phương trong âm nhạc, từ một Thu Phương bốc lửa, sôi động giai đoạn đầu thì với đĩa nhạc thứ 3 này lại toát lên một Thu Phương nồng nàn, sâu sắc và có một chút trăn trở. Album được đánh giá là sự trở lại của Phương đầy nhiệt huyết lẫn lòng thành tươi mới thời 1996-1997 nhưng "không phải trở lại, thối lui mà để khẳng định".
Ban nhạc Anh Em là ê-kíp chính cộng tác thực hiện album này. Ảnh bìa album được chụp tại ảnh viện Nữ hoàng và được thiết kế bởi Nguyễn Bích Thủy. Như chưa bắt đầu còn được đánh giá là một trong những album thành công đối với tên tuổi của nhạc sĩ Huy Tuấn. trong khi đó "Đánh rơi bên hồ" trích từ đĩa nhạc trở thành bài hát thứ sáu của Phương lọt vào top ten Làn Sóng Xanh.

## Hoàn cảnh ra đời
~Tuổi trẻ
Đầu tháng 7 năm 2001, Thu Phương cho biết cô sẽ mua độc quyền các sáng tác của các nhạc sĩ Đức Trí, Việt Anh, Huy Tuấn, Hồng Kiên, Tường Văn để thực hiện CD mới, phát hành vào cuối năm. Album mang tên một bài hát của Đức Trí. Thu Phương cho biết, quyết định mua bản quyền ca khúc không phải vì xu hướng độc quyền bài hát mà muốn có một album riêng. Cô ca sĩ đất Cảng không có ý định bán lại các ca khúc đã mua. Giới âm nhạc cho rằng đây có thể coi là một bước tiến trong quá trình chuyên nghiệp hóa hoạt động biểu diễn.
Ngoài ra, album cũng là sự kết hợp trở lại giữa cặp đôi Việt Anh & Thu Phương với bài hát cuối cùng mà anh để lại cho cô trước khi sang Newzealand du học là Đánh rơi bên hồ. Thu Phương chia sẻ trên tờ Vnexpress, "khi hát các ca khúc trong album này, mình có cảm giác như bắt đầu yêu, chờ đợi, hy vọng một điều gì đó."

## Danh sách ca khúc
| STT | Nhan đề                                        | Sáng tác                           | Thời lượng |
| --- | ---------------------------------------------- | ---------------------------------- | ---------- |
| 1.  | "Như chưa bắt đầu"                             | Đức Trí                            | 4:48       |
| 2.  | "Đừng hát khi buồn"                            | Huy Tuấn, Dương Thụ (lời)          | 4:44       |
| 3.  | "Tình khúc thơ ngây"                           | Quốc Bảo                           | 4:35       |
| 4.  | "Mong chờ"                                     | Tường Văn                          | 4:14       |
| 5.  | "Giữ lại mùa hè"                               | Huy Tuấn                           | 4:23       |
| 6.  | "Mùa thu"                                      | Hồng Kiên                          | 5:17       |
| 7.  | "Giây phút đầu tiên"                           | Anh Quân                           | 4:54       |
| 8.  | "Đến bên anh" (hợp tác với Huy MC)             | Vũ Quang Trung                     | 5:33       |
| 9.  | "Thuyền giấy"                                  | nhạc Thái Lan, lời Việt: Tường Văn | 4:12       |
| 10. | "Đánh rơi bên hồ"                              | Việt Anh                           | 5:00       |
| 11. | "Khúc xuân (bonus track)" (hợp tác với Huy MC) | Võ Thiện Thanh                     | 4:34       |

## Đánh giá và đón nhận từ công chúng
- Trục trặc khi nghe? Xem hướng dẫn.

Sự ra mắt của Như chưa bắt đầu vào thời điểm đó được đánh giá là chịu nhiều thử thách. Song Phương cho biết cô tự tin hơn bao giờ hết. Sự tự tin của một ca sĩ có 16 năm đi hát, của một phụ nữ từng trải, của một giọng ca ý thức rõ rằng mình có một lớp khán giả riêng..
Ở đĩa nhạc này, Phương chọn nét nhạc nhẹ nhàng, lãng mạn. Với các bài Tình khúc thơ ngây, Đừng hát khi buồn, Như chưa bắt đầu, cả Giây phút đầu tiên phả màu nhạc La tinh, Phương dường như trở lại nhiệt huyết lẫn lòng thành tươi mới thời 1996-1997 nhưng "không phải trở lại, thối lui mà để khẳng định". Vai trò của Huy MC trong đĩa này mang tính hỗ trợ Thu Phương. Giọng Huy xù xì vỏ bọc chất thô mộc vốn sẵn, nay lấp ló phía trong là mềm mại. Phương hát phóng khoáng và cảm tính, tỏ ra cần Huy kiềm chế. Phương tự nhận: "Sự kết hợp bấy lâu của Phương - Huy là thành quả tuyệt vời của cả hai".
Đánh rơi bên hồ của Việt Anh là bài hát được đánh giá là hay nhất trong album này. Nếu những tình khúc trước đây của Việt Anh mà Phương thể hiện thành công (Những mùa hoa bỏ lại, Nơi mùa thu bắt đầu, Hoa có vàng nơi ấy) đều man mác nỗi nuối tiếc của hoài niệm, thì với Đánh rơi bên hồ, lại là sự đồng cảm đằm với những gì còn ở phía trước, còn phải chờ đợi nơi những ngày sắp đến.
Như chưa bắt đầu được giới chuyên môn đánh giá rất cao và được xem là album đỉnh cao của nhạc Việt vào năm 2002. Như chưa bắt đầu cũng lọt vào top 10 album của nhạc Việt năm 2002. Tuy nhiên, sức tiêu thụ của nó được cho là kém các đĩa trước của Phương vì chất nhạc kén khán giả, album ra mắt trong thời kỳ thị trường có dấu hiệu bão hòa và nhạc thị trường lên ngôi. Song đây cũng được xem là một dấu mốc đáng nhớ trong sự nghiệp của Phương bên cạnh các đỉnh cao khác của cô.

## Phát hành đĩa đơn
- Tháng 10 năm 2001, để thăm dò thị trường và cũng là bước thử nghiệm khi Thu Phương là nghệ sĩ đầu tiên tại Việt Nam phát hành trên thị trường một CD single với tên gọi "Khúc Xuân" (với Huy MC), một sáng tác của nhạc sĩ Võ Thiện Thanh, trong đó cô thực hiện 4 phiên bản remix cho bài hát này gây nhiều thích thú cho khán giả của mình.

Khúc xuân (phiên bản gốc) - 4:29. Khúc xuân (phiên bản latin). Khúc xuân (phiên bản dance). Khúc xuân (phiên bản R&B, funky)
- Đến tháng 4 năm 2003, sau khi vừa sang Mỹ và đầu quân cho Công ty Thế giới Nghệ thuật, Phương cho phát hành đĩa đơn Mong chờ - một sáng tác của Tường Văn trích từ album này.

. Mong chờ (Tường Văn) (bản studio). Hãy đến với em (Duy Thái) (bản live)

## Video âm nhạc
- "Khúc Xuân" (với Huy MC) được Thu Phương lựa chon tham gia VTV Bài hát tôi yêu lần I và được thực hiện bởi đạo diễn Việt Tú.

## Thành phần tham gia sản xuất
Ban nhạc Anh Em
- Anh Quân – sáng tác, hòa âm, phối khí, guitar;
- Huy Tuấn – sáng tác, sản xuất.
- Dương Thụ, Đức Trí, Việt Anh, Hồng Kiên, Vũ Quang Trung, Tường Văn, Võ Thiện Thanh sáng tác ca khúc độc quyền.
- Văn Hà – keyboard, guitar.
- Quốc Bình – trống, bộ gõ, định âm.
- Background vocal: Hoài Phương, Hải Yến, Minh Quân, Anh Tú

Ê-kíp sản xuất
- Sản xuất – Thu Phương & Huy MC, Anh Quân, Huy Tuấn.
- Thiết kế – Nguyễn Bích Thủy.
- Chụp ảnh – Ảnh viện Nữ hoàng.